# Калашникова, Елена Львовна
Кала́шникова Еле́на Льво́вна (род. 5 декабря 1976 года, Долгопрудный Московской области) — российский культуролог, литературтрегер, интервьюер, автор и ведущая цикла встреч и серии интервью с ведущими российскими и зарубежными литературными переводчиками. На Международном конгрессе переводчиков была названа «первым российским переводчиковедом».

## Биография
Училась на семинаре поэзии Татьяны Бек и Сергея Чупринина в Литературном институте имени А. М. Горького (1994–1995). Окончила Литературный институт имени А. М. Горького (семинар перевода англоязычной литературы В. А. Харитонова, 1995–2000) и Институт европейских культур РГГУ (специализация — культуролог, преподаватель культурологии).
Первой в России занялась исследованием психологических и личностных особенностей литературных переводчиков, в связи с чем получила неофициальный титул «первого российского переводчиковеда».
Живёт в Москве.

## Творчество
Автор проектов, организатор и ведущая:
- Вечер, посвященный Чарльзу Буковски (клуб «Проект О.Г.И.», март 2003 года):
- Литературно-музыкальный вечер, посвященный Леонарду Коэну (арт-кафе «Дача на Покровке», ноябрь 2009 года):
- Международный День переводчика: клуб «Билингва» (2007 года), РГГУ и Литературный институт (2009 года), библиотека Культурного центра ЗИЛ (2015–2017), Дворец пионеров на Воробьевых горах (2019)
- Серия встреч с переводчиками «Со-автор. Переводчики сегодня» в клубе «Билингва» (сентябрь 2007 — январь 2008),
- Цикл «По-русски с любовью. Встречи с переводчиками» в культурном центре «Покровские ворота» (октябрь 2008 — июнь 2009),
- Литературные утренники, посвященные творчеству Кейт Дикамилло (апрель 2010 года),
- «По-русски с любовью. Встречи с переводчиками» (Русская школа перевода, октябрь 2012 — июнь 2013),
- «Как рождается слово. Встречи с переводчиками» (Культурный центр ЗИЛ, февраль 2015 — июнь 2018),
- «Как рождается слово. Встречи с переводчиками» Дворец пионеров на Воробьевых горах (сентябрь 2018 — декабрь 2019),
- Цикл «Такие разные сказки» в детской библиотеке Культурного центра ЗИЛ (июнь-август 2017 года) и др.
- Встреча c Антоном Нестеровым в цикле «Как рождается слово. Встречи с переводчиками» (библиотека Дворца пионеров на Воробьевых горах, 10.11.2018): 1 ч.: https://vkvideo.ru/video22146899_456239316, 2 ч.: https://vkvideo.ru/video22146899_456239317
- Интервью с Софьей Прокофьевой "Вера Николаевна гениальна, гениальна, гениальна...": https://gorky.media/intervyu/vera-nikolaevna-genialna-genialna-genialna/
- Из цикла бесед о Норе Галь (с ее дочерью Эдвардой Кузьминой): «Он как закричит: „Эта книга спасла мне жизнь!“»
- Встреча с Владимиром Микушевичем в Библиотеке иностранной литературы (12.11.2019)
- Памяти Владимира Микушевича (30.10.2024)
- Встреча, посвященная Вячеславу Вс. Иванову в Доме-музее Бориса Пастернака (21.12.2024)
- Встреча, посвященная Норе Галь в Доме-музее Бориса Пастернака (15.02.2025): https://vkvideo.ru/video22146899_456239310

## Признание
Книга «По-русски с любовью. Беседы с переводчиками» отмечена:
- почётным дипломом Гильдии «Мастера художественного перевода» как «выдающийся вклад в развитие и традиции художественного перевода в России» (декабрь 2008 года);

- специальным призом журнала «Иностранная литература» как «уникальный труд» (январь 2009)[4].